# Operacija Opera (Izrael)
Operacija Opera bio je izraelski preventivni zračni napad na irački nuklearni reaktor Osirak 1981. godine zbog straha od mogućnosti da uz pomoć njega Irak stvori nuklearno oružje. Reaktor je uspješno uništen, ali je međunarodna zajednica osudila napad.

## Uvod
Irak i Francuska su krajem 70-ih počeli suradnju u gradnji nuklearnog reaktora južno od Bagdada, nazvanog Osirak (makar je službeno ime bilo Tammuz 1). U travnju 1980. Sadam Husein je pred svojim trupama održao govor kojim je objavio da se „pripreme za oslobođenje Palestine“. Izraelski vlasti su potom izrazile sumnju da Irak upotrebljava Osirak kao povod za proizvodnju Plutonija i nuklearnih oružja.
Menahem Begin, izraelski ministar od 1977. do 1983., je bio vođa izraelske krajnje desne stranke Herut. A izgled da Irak postane prva arapska država s nuklearnom tehnologijom bio je vrlo problematičan za Izrael, čak ni u slučaju da u potpunosti surađuje s organizacijom IAEA. U Izraelu su se održale debate oko toga bi li se napad uopće trebao izvesti (što bi značilo i potencijalni osvetnički napad od Iraka i osude UN-a) ili se pronašlo diplomatsko rješenje u obliku razgovora s Francuskom o prekidu suradnje s Irakom.

## Tijek napada
Izraelski vojni dužnosnici odlučili su izvesti napad prije rujna 1981., kada bi se u Osiraku trebao dovesti nuklearni materijal. Dodatnu pomoć za izradu plana napada im je sasvim slučajno dao Iran, čiji su ratni avioni napali Osirak jer je trajao Iračko-iranski rat, ali nisu prouzročili veću štetu. Poučeni njihovim iskustvom, vojni dužnosnici su izradili plan napada te su trenirali pilote, ali im nisu sve do kraja rekli u kojoj državi bi trebali intervenirati. Napad je jednom odgođen, ali je ipak održan u nedjelju 7. lipnja 1981. u 16 sati po lokalnom vremenu. Nedjelja je izabrana jer tada nisu radili francuski znanstvenici, a večer zbog toga što su izraelske letjelice letjelo direktno ispred zalazećeg sunca te bile stoga teže za primijetiti.
Osam lovaca F-16A Netz zaduženih za udar, svaki s po dvije Mk. 84 bombe od 925 kg i šest lovaca F-15A Baz, zaduženih za pružanje zaštite od neprijateljskih lovaca, poletjele su iz vojne baze Etzion u Negevu preko zračnog prostora Jordana, Saudijske Arabije i Iraka, te prešli više od 1.100 kilometara daljine. Iznad Saudijske Arabije su obnovili rezerve goriva (zbog teškog naoružanja s bombama nisu imali dovoljno mjesta za gorivo koje bi im omogućilo neprekidan let) i nastavili let. U 17:55 letjelice su stigle do Osiraka, bombardirale ga i uništile, te se vratile bez ijednog gubitka. Iračka protuzračna obrana je ostala zatečena i nije stigla reagirati. Cijelo bombardiranje reaktora trajalo je dvije minute a samo dvije bombe od jednog zrakoplova su zakazale i nisu detonirale. Mediji su o događaju obavijestili 24 sata nakon što se dogodio, a tek ga je tada priznao i Irak.

## Osude
Vijeće sigurnosti UN-a, uključujući i SAD, je u rezoluciji 487 osudilo napad Izraela na irački reaktor te zamjerilo hebrejskoj državi dvostruka mjerila, pošto je i ona sama imala nuklearni program. Francuska je protestirala jer je jedan njen znanstvenik poginuo u napadu. 
Reaktor Osirak je u izraelskom zračnom napadu u potpunosti uništen, a gubitak reaktora označio je težak udarac iračkom nuklearnom programu od kojeg se Irak nikad nije u potpunosti oporavio. 1984. Francuska je okončala svoju suradnju s Irakom. Ipak, 1991., SAD je zahvalio Izraelu usred Zaljevskog rata zbog uništavanja nuklearne opasnosti od Iraka.

## Vanjske poveznice
- Kronologija operacije  Arhivirana inačica izvorne stranice od 27. rujna 2007. (Wayback Machine)
- Operacija Opera  Arhivirana inačica izvorne stranice od 18. kolovoza 2006. (Wayback Machine)
- Google video - 44 minuta dugi dokumentarac  Arhivirana inačica izvorne stranice od 26. listopada 2006. (Wayback Machine)
- Google video - 2 minute dug pogled na napad  Arhivirana inačica izvorne stranice od 13. lipnja 2011. (Wayback Machine)
- BBC-ov izvještaj
- Osirak  Arhivirana inačica izvorne stranice od 11. listopada 2008. (Wayback Machine)